# Силанион
Силанион е древногръцки скулптор. Автор е на портретните статуи на философа Платон в Атина, Аполодор, Дамарет, статуи на Тезей и Ахил. Той е създател и на единственото съхранено до наши дни скулптурно изображение на победител в Олимпийските игри. Това е бронзова статуя намерена в Олимпия и датирана от около 325 г. пр.н.е.